# Юний серцем (Цілком таємно)

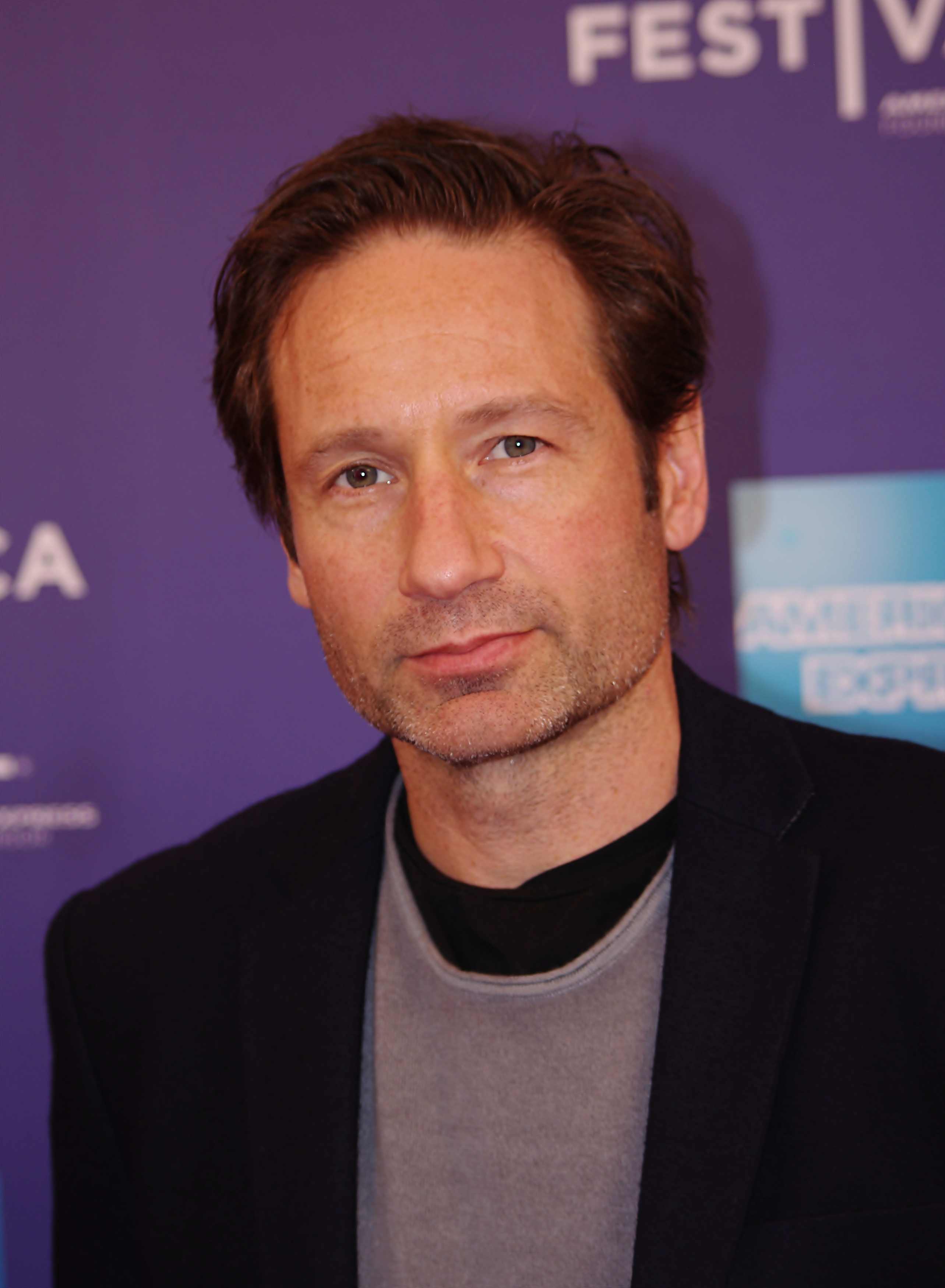

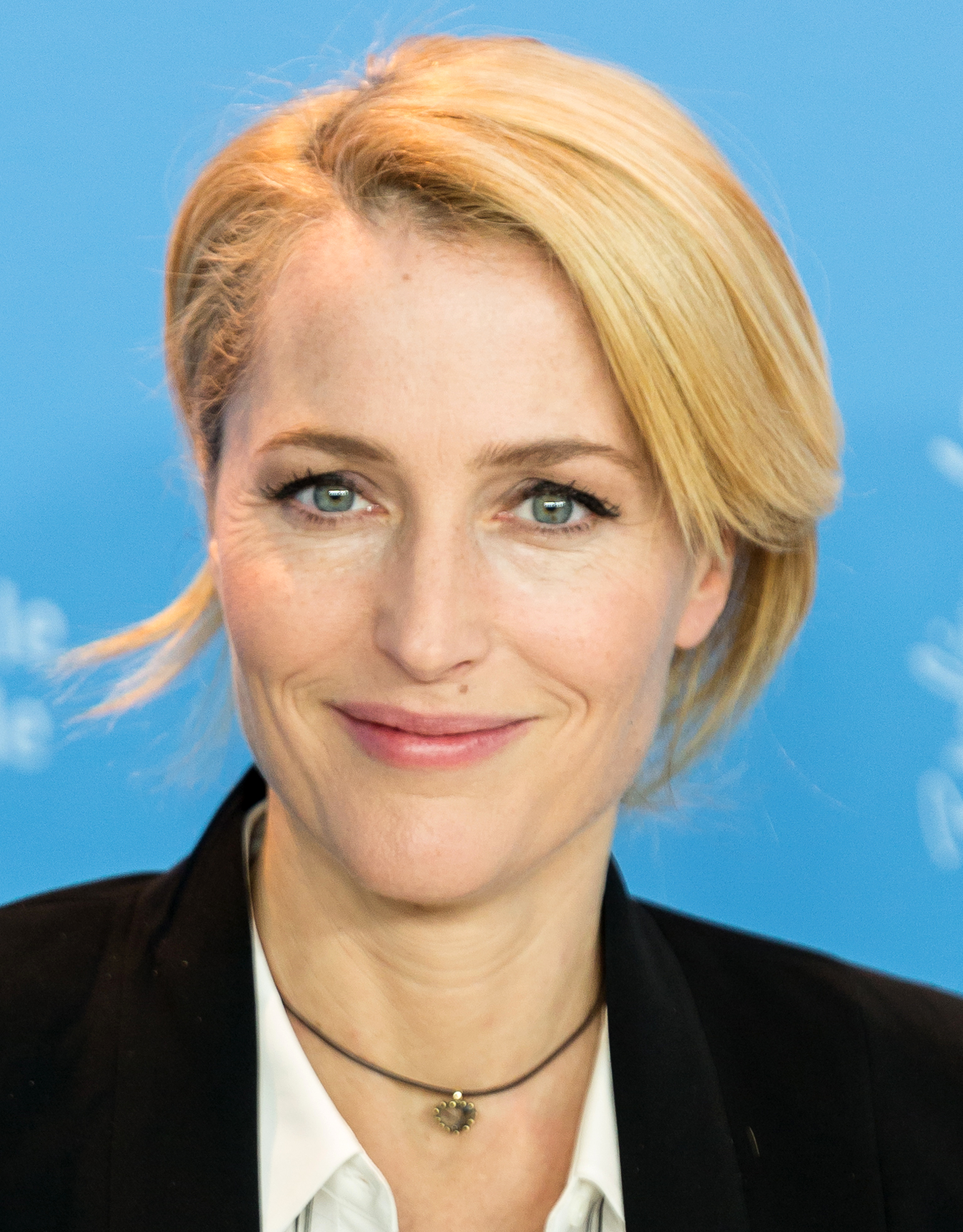

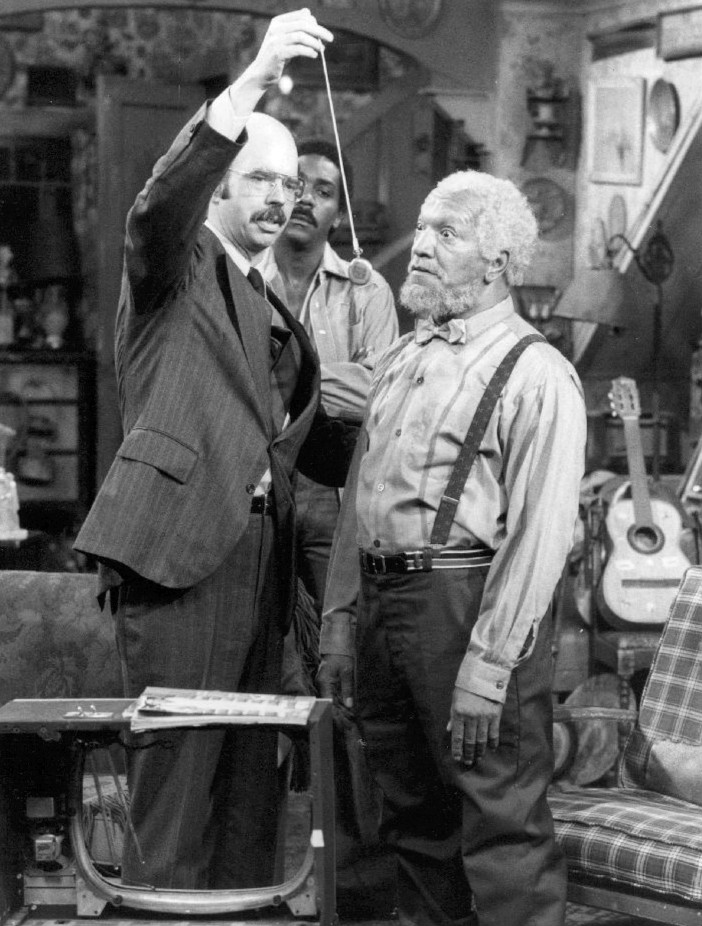

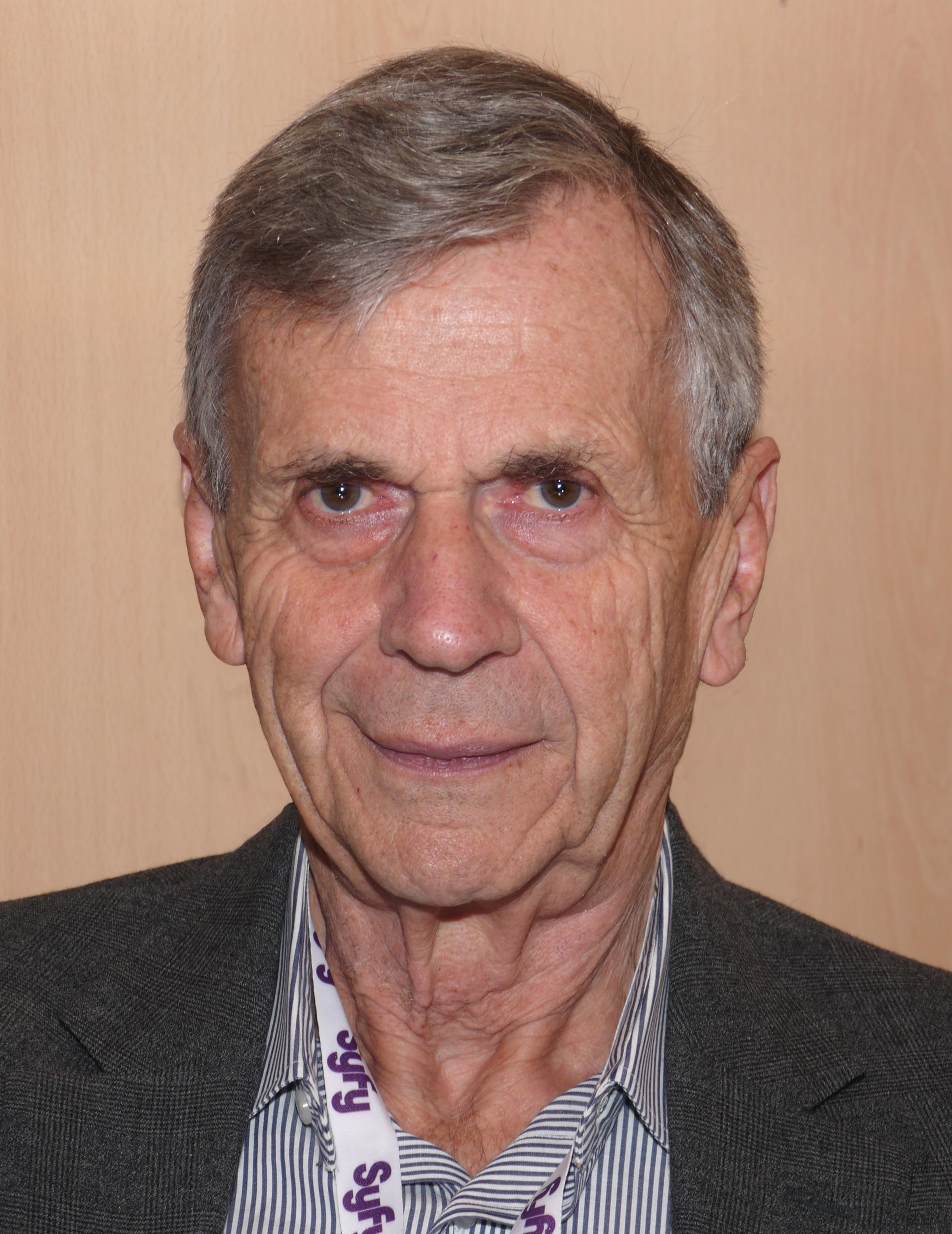

Юний серцем — шістнадцята частина першого сезону серіалу «Цілком таємно» («Секретні матеріали»).

## Стислий зміст
1989 року в будівлі федерального виправного закладу Ташму (Пенсільванія) ув'язнений-інвалід Джо Крендалл чує крики, що долинають із тюремного лазарету. В приміщенні він бачить тюремного лікаря Джо Рідлі, котрий ампутує руку його знайомому — ув'язненому Джону Барнету. Рідлі погрожує Крендаллу скальпелем та говорить, що Барнет мертвий, Крендалл не йме віри, бачачи, як Барнет на операційному столі зрідка моргає осоловілими очима.
Чотири роки потому Малдер дізнається від Реджі Пурдьє — свого колишнього керівника — про записку, знайдену після пограбування магазину коштовностей, котра з'явно адресована йому. Такі ж записки колись лишав вбивця та грабіжник Джон Барнет, котрого Малдер допоміг помістити за ґрати під час своєї першої справи. Записка була явно написана рукою Барнета, хоча згідно документів він помер в тюрмі.
Пурдьє демонструє Скаллі старе відео, де відбувається затримка Барнета, з якого стає зрозумілим, що Малдер, діючи по інструкції, в Барнета не стріляв, коли той брав заручника. Через нерізкі дії Малдера Барнет убив заручника та колегу агента, котрий був задіяний в затриманні. Скаллі виявляє, що причиною смерті Барнета вказано серцевий напад, та не виявляє у картці хвороб скарг на проблеми з серцем, до лазарету ж він потрапив через проблему з рукою. Тим часом Барнет в машині Малдера лишає ще одну записку — разом з фотографією його й Скаллі біля пограбованого ювелірного магазину.
Агенти відвідують тюрму, де стрічаються з Крендаллом, котрий їм ретельно переповідає про події 1989 року. Барнет дражнить по телефону Малдера та вночі проникає у будинок Пурдьє та душить рукою, що схожа на лапу саламандри. Скаллі перевіряє минуле лікаря Рідлі, котрий підписав свідоцтво про смерть Барнета та виявляє, що його лікарська ліцензія була 1979 року анульована — внаслідок посадового злочину — лікар здійснював незаконні медичні досліди на новонароджених, хворих прогерією — хворобою, котра викликає передчасне старіння. Малдер вважає, що досліди Рідлі дозволили йому знайти методу зупинити хворобу.
Барнет проникає до квартири Скаллі, Дейна в цей час друкує у сусідній кімнаті звіта. Почувши рипіння підлоги, вона бере пістолета, однак її відволікає стукіт у двері — це прийшов доктор Рідлі. Барнету вдається покинути будівлю через другий вихід. Рідлі оповідає Скаллі та Малдеру (що саме приїхав), як йому вдалося побороти процес старіння після того, як він замінив йому руку із використанням клітин саламандри, однак піддослідний викрав результати досліджень лікаря. Малдер зустрічається зі своїм інформатором — «Глибокою горлянкою», котрий підтверджує історію вченого та додатково повідомляє, що уряд веде перемовини з Барнетом щодо придбання праць Рідлі.
Скаллі виявляє, що хтось дистанційно прослуховує повідомлення на її автовідповідачі, а в лабораторії на апараті знаходить відбиток пальця Барнета. Малдер вирішує здійснити операцію по захопленню злочинця на концерті знайомої Дейни, про який Барнет дізнався з повідомлення на автовідповідачі.
Агенти очікують появи Барнета в концертній залі, однак він завдяки своїй юній зовнішності проходить непоміченим та робить вигляд, що налаштовує рояль. Вийшовши у фоє, він вистрілює в Скаллі та втікає, взявши в заручники віолончелістку. Малдер на цей раз рішучо вистрілює в Баррета та смертельно поранює його. Виявляється, Скаллі була зодягнена в бронежилет, котрий зупинив кулю. Незважаючи на зусилля лікарів та Курця, котрого Малдер вважає агентом ЦРУ, реанімувати Барнета не вдається.
У кінці епізоду великим планом показано номер камери зберігання — № 935, на залізничному вокзалі, де, імовірно, зберігаються дослідження Рідлі та остання пастка Барнета — бомба, котра колись буде виявлена.

## Знімались
| Актор              | Роль             |
| ------------------ | ---------------- |
| Девід Духовни      | Фокс Малдер      |
| Джилліан Андерсон  | Дейна Скаллі     |
| Джеррі Гардін      | Глибока Горлянка |
| Дік Ентоні Вільямс | Реджі Парду      |
| Крістін Естабрук   | агент Гендерсон  |
| Вільям Брюс Девіс  | агент ЦРУ        |
| Грехем Джарвіс     | лікар            |
| Мерилін Ганн       | прокурор         |

## Принагідно
- Young at Heart